# ENGL
 (décembre 2009).
Si vous disposez d'ouvrages ou d'articles de référence ou si vous connaissez des sites web de qualité traitant du thème abordé ici, merci de compléter l'article en donnant les références utiles à sa vérifiabilité et en les liant à la section « Notes et références ».
Pour les articles homonymes, voir Engl.
ENGL est une entreprise allemande de matériel d'amplification de guitare électrique. 
Elle fabrique et commercialise une gamme de produits tournés vers du matériel haut de gamme à amplification à lampe. Elle fabrique des têtes d'amplificateur à lampes, des préamplis, des amplificateurs de puissances, des baffles pour guitares et des produits annexes comme des pédaliers de contrôle.
Elle est sur le même marché que des entreprises comme Marshall amplification, Mesa Boogie, Diezel ou Randall.